# Nutriční imunologie
Nutriční imunologie je obor imunologie zabývající se studiem vlivu stravy a výživy na imunitní systém a jeho funkce. Tento obor se také zabývá studováním možných vlivů a efektů v prevenci a rozvoji chorob, jako jsou např. autoimunitní onemocnění, alergie, rakovina (tzv. civilizační choroby) a infekční onemocnění . Další témata související jsou např.: malnutrice, malabsorpce a nutriční metabolické poruchy.

## Vliv stravy na onemocnění

### Autoimunitní onemocnění
Přesné příčiny vzniku a progrese autoimunitních onemocnění nejsou stále objasněné, ačkoliv je zřejmé, že se jedná o souhru a vliv mnoha faktorů. V posledních letech došlo k velkému zvýšení prevalence autoimunitních chorob v populaci, především v „západní civilizaci“. Důvodem je s velkou pravděpodobností „západní“ životní styl a strava. Dieta západního světa je složena z potravin s vysokým obsahem nezdravých tuků, cukrů, minimem vlákniny, nadměrným příjmem soli a konzumováním vysoce zpracovaných potravin. Tyto potraviny mají především prozánětlivé účinky a sice mohou např. polarizovat imunitní odpověď do Th1- či Th17-odpovědi, zvyšovat produkci prozánětlivých mediátorů a tím zvyšovat celkový chronický zánět v těle, ovlivňovat migraci monocytů a neutrofilů z kostní dřeně a jejich vlastnosti.
Vliv stravy je studován především s těmito autoimunitními chorobami:
- Nespecifické střevní záněty (IBD)
- Diabetes mellitus I.typu
- Roztroušená skleróza (MS)
- Systémový lupus erythematodes (SLE)
- Revmatoidní artritida (RA)
- Celiakie

### Alergie
Počet jedinců s různými potravinovými alergiemi v uplynulých letech stoupá. Opět existuje mnoho důvodů a teorií, proč prevalence alergií v populaci roste, jednou z nich je tzv. hygienická hypotéza. Správná výživa a strava, především v raném věku života, může pomoci jako prevence proti vzniku potravinových alergií. Kojení a složení mateřského mléka představuje nejefektivnější způsob, jak předcházet vzniku případných alergií. Složky mateřské mléka podílející se na imunitním systému dítěte jsou např.: oligosacharidy, sekreční IgA, vitaminy, antioxidanty a přenesené složky mikrobioty od matky. 

### Rakovina
Rakovina je multifaktoriální onemocnění, u kterého má strava také nepřímý vliv na vznik a progresi. S rozvojem rakoviny souvisí cela řada vnějších faktorů, především celkový nezdravý životní styl: kouření cigaret, pití alkoholu a konzumace potravin s prozánětlivými účinky tedy „fast-foodová“ strava.

## Nutrienty s pozitivním efektem na imunitní systém

### Polyfenoly
Polyfenoly jsou organické látky, které se přirozeně vyskytují v rostlinách. Jsou to antioxidanty s protizánětlivými účinky. Byl sledovány modulační účinky kurkuminu, především via regulaci a inhibici transkripčních faktorů: nukleární faktor NF-kB a aktivační protein 1 (AP-1).  Další polyfenol, resveratrol, také příznivě moduluje a ovlivňuje imunitní odpověď. 

### Omega-3 mastné kyseliny
Kyselina eikosapentaenová (EPA) a kyselina dokosahexaenová (DHA) patří mezi omega-3 mastné kyseliny, které se nachází v mořských rybách, především v lososech, makrelách, sledích, sardinkách a hlavně v rybím tuku. Tyto dvě mastné kyseliny jsou důležitými složkami buněčných membrán. Byly prokázány jejich protizánětlivé účinky v těle. EPA a DHA inhibují produkci prozánětlivých cytokinů jako jsou např.: IL-1β, IL-6, TNF-α; snižují expresi adhezivních molekul, které se účastní zánětlivých reakcích v těle a mohou regulovat a především snižovat produkci prostaglandinů a leukotrienů z kyseliny arachidonové. Tyto změny jsou s největší pravděpodobností způsobeny obměnami ve složení lipidových raftů na buněčných membránách, které pak dále ovlivňují signalizační kaskády a aktivaci/inhibici prozánětlivého transkripčního faktoru NF-κB. EPA a DHA mohou naopak zvyšovat produkci protizánětlivého cytokinu IL-10 a podporovat sekreci protektivních látek ve střevech jako jsou např.: resolviny, protektiny a maresiny .

### Prebiotika a probiotika
Definice prebiotik zní dle Mezinárodní vědecké asociace pro prebiotika a probiotika (ISAPP) takto: " Prebiotika jsou selektivně fermentované látky, které stimulují růst a/nebo aktivitu určité bakterie nebo skupiny bakterií, které mají pozitivní účinek na lidské zdraví" . Mezi hlavní prebiotika patří především oligosacharidy (fruktooligosachardidy, galaktooligosacharidy, xylooligosacharidy, manózové oliosacharidy). Tyto látky mohou modulovat imunitní odpověď ve střevech mnoha mechanismy, jak přímými, tak nepřímými. Jedním typem ovlivnění je např. regulace růstu prospěšných mikroorganismů ve střevě. Různé druhy bakterií a mikroorganismů mají specifické požadavky na zdroj energie a proto různorodé složky potravy (prebiotika) mohou ovlivňovat růst specifických prospěšných populací bakterií ve střevě. Následná anaerobní fermentace potravy těmito bakteriemi vede k produkci mastných kyselin s krátkým řetězcem (short chain fatty acids, SCFAs), které dále modulují imunitní odpověď. Příkladem je butyrát, který je schopen snížit mobilizaci makrofágů, neutrofilů a inhibovat signalizační kaskádu NF-κB. SCFAs jsou schopné působit na imunitní systém i přímo, např. vzájemnou interakcí sacharidových zbytků s receptory na imunitních buňkách .
Definice probiotik dle Organizace pro výživu a zemědělství (FAO) a Světové zdravotnické organizace (WHO) je následující: " Probiotika jsou živé mikroorganizmy, které jsou-li podávány v adekvátním množství, přispívají ke zlepšení zdravotního stavu hostitele ". Probiotika a jejich metabolity regulují a modulují proti či prozánětlivé imunitní reakce, proto jsou důležitou složkou podílející se na rovnováze imunitní odpovědi ve střevech. Mechanismy působení jsou široké, např.: kompetice s patogenními organismy o živiny, kompetice o místo, udržování intestinální bariéry, indukce produkce a sekrece antimikrobiálních peptidů (např. β-defensin-2), navýšení T regulačních lymfocytů, down/up regulace cytokinů a chemokinů, ovlivnění polarizace vývoje imunitní odpovědi (Th1 a Th2), zvýšení produkce IgA a jiné. Nejvíce využívaná probiotika patří do rodů Lactobacillus, Enterococcus a Bifidobacterium .